# Vikens socken
Vikens socken i Skåne ingick i Luggude härad, uppgick 1967 i Höganäs stad och området ingår sedan 1971 i Höganäs kommun och motsvarar från 2016 Vikens distrikt.
Socknens areal är 9,26 kvadratkilometer varav 9,23 land. År 2000 fanns här 3 451 invånare.  Tätorten Viken med  sockenkyrkan Vikens kyrka ligger i socknen.

## Administrativ historik
Socknen bildades i slutet av 1500-talet genom utbrytning ur Väsby socken.  
Vid kommunreformen 1862 övergick socknens ansvar för de kyrkliga frågorna till Vikens församling och för de borgerliga frågorna bildades Vikens landskommun. Landskommunen uppgick 1952 i Väsby landskommun som uppgick 1967 i Höganäs stad som 1971 ombildades till Höganäs kommun.
1 januari 2016 inrättades distriktet Viken, med samma omfattning som församlingen hade 1999/2000.
Socknen har tillhört län, fögderier, tingslag och domsagor enligt vad som beskrivs i artikeln Luggude härad. De indelta soldaterna tillhörde Norra skånska infanteriregementet, Luggude kompani och Skånska husarregementet, Fleninge skvadron.

## Geografi
Vikens socken ligger norr om Helsingborg vid Öresund. Socknen är en odlad slättbygd.

## Fornlämningar
Ett tiotal boplatser från stenåldern är funna. Dessutom finns här gravhögar och en häll med sliprännor.

## Namnet
Namnet skrevs 1570 Wiigen och avsåg då kyrkbyn som ligger vid en vik av Öresund..